# Tristan Bernard
Pour les articles homonymes, voir Bernard et Paul Bernard.
Tristan Bernard, nom de plume de Paul Bernard, né à Besançon le 7 septembre 1866 et mort à Paris 7e le 7 décembre 1947, est un romancier et auteur dramatique français. Il est célèbre pour ses mots d'esprit.

## Biographie

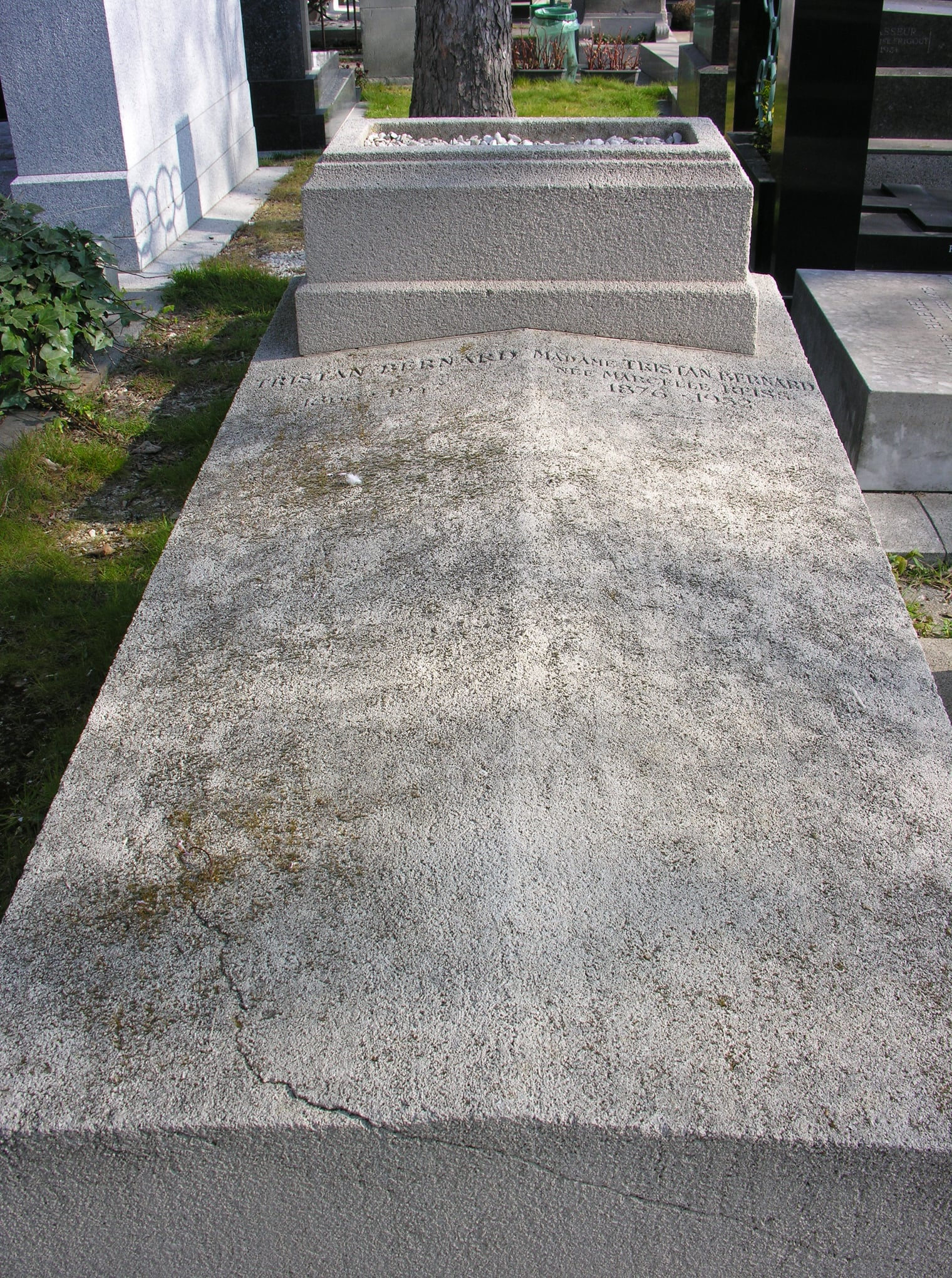
Sépulture de Tristan Bernard au cimetière de Passy.

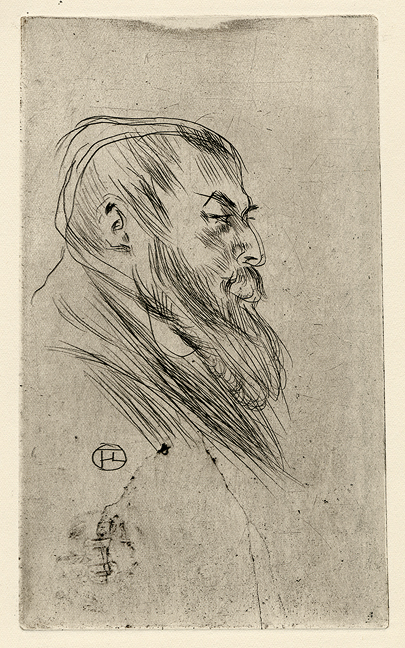
Tristan Bernard
par Henri de Toulouse-Lautrec.

Tristan Bernard naît le 7 septembre 1866, à Besançon dans le Doubs, du mariage de Myrthil Bernard (1838-1916), négociant puis entrepreneur de travaux publics, et Emma Ancel (1842-1909), tous les deux de religion juive.
Il quitte Besançon pour Paris à l'âge de quatorze ans et fait ses études au lycée Condorcet, puis à la faculté de droit de Paris.
Il fait son service militaire dans les dragons, auxquels le général Boulanger, alors ministre de la Guerre, a autorisé le port de la barbe. Après son service, Tristan Bernard décide de la conserver. Il se destine à une carrière d'avocat, « mais n'exerce jamais », préférant se tourner vers les affaires et prendre la direction d'une usine d'aluminium à Creil. « Il se libère rapidement de cette fonction pour se consacrer à ses deux passions : l'écriture et le vélo (il est un temps directeur du vélodrome Buffalo » à Neuilly-sur-Seine (Toulouse-Lautrec l'y a peint en 1895). Plus tard, il dirige Le Journal des vélocipédistes.
En 1891, alors qu'il commence à collaborer à La Revue blanche, il prend pour pseudonyme « Tristan », le nom d'un cheval sur lequel il avait misé avec succès aux courses.
En 1894, il publie en collaboration avec Pierre Veber « un recueil de fantaisies, Vous m'en direz tant ! » et, l'année suivante, sa première pièce, Les Pieds nickelés, un triomphe qui détermine une longue carrière de dramaturge à succès. Plusieurs de ses pièces seront d'ailleurs adaptées au cinéma.
En 1904, il fait partie de la première rédaction de L'Humanité, le journal de Jean Jaurès. Par quelques articles, il contribue en 1917 aux débuts du Canard enchaîné. Il préside les banquets pour les numéros-anniversaires du journal en 1931 et 1934. Il aurait, par ailleurs, inventé le jeu des petits chevaux, ce qui est hautement invraisemblable, puisque ce jeu, venu d’Inde (où il se nomme chaupar ou pachisi), adopté par les éditeurs britanniques sous le nom de Ludo dès la fin du XIXe siècle, était déjà au catalogue des grands éditeurs français, tels Watilliaux et Mauclair-Dacier, sous divers noms, dont celui de « petits chevaux » (à ne pas confondre avec le jeu de casino, sorte de roulette déguisée, portant le même nom).
Proche de Léon Blum, Jules Renard, Lucien Guitry, Paul Gordeaux, Marcel Pagnol, et de bien d'autres artistes, Tristan Bernard se fait connaître pour ses jeux de mots, ses romans et ses pièces, ainsi que pour ses mots croisés. Il contribue aussi largement au genre policier par son recueil Amants et Voleurs (1905), mais aussi avec plusieurs romans : L'Affaire Larcier (1907), Secrets d'État (1908), récit d'un complot contre le souverain de l'État imaginaire de Bergensland. Mathilde et ses mitaines (1912) met en scène la farfelue Mathilde Gourgeot qui préfigure le type de femme détective amateur qu'on retrouve beaucoup plus tard chez Erle Stanley Gardner, Maurice-Bernard Endrèbe et quelques autres. Le Taxi fantôme (1919) oppose un historien et un politicien véreux, qui briguent tous deux un poste d'académicien. Son avant-dernière contribution, Aux abois (1933), écrite sous forme d'un journal intime, est sous-titrée Journal d'un meurtrier. Il publie un dernier roman policier avec Visites nocturnes (1934).
Il séjourne dans les années 1930, en famille, dans sa villa au Touquet-Paris-Plage.
Humoriste facétieux, il ajoute une strophe aux Stances à Marquise de Pierre Corneille, reprise en chanson par Georges Brassens :
« Sans doute que je serai vieille,

Dit la marquise, cependant

J'ai vingt-six ans, mon vieux Corneille,

Et je t'emmerde en attendant. »
Pendant l'Occupation allemande, il habitait rue Villaret-de-Joyeuse, menacé comme Juif, il se réfugie à Cannes où il vit à l'hôtel Windsor. À son ami, le scénariste Carlo Rim qui le presse de venir se cacher chez lui la nuit, il répond : « À mon âge, on ne découche plus ! » et d'ajouter : « Savez-vous que je figure dans le Petit Larousse ? On n'arrête pas quelqu'un qui figure dans le Petit Larousse ». Son ami Roland Dorgelès le presse aussi de venir se cacher chez lui à la campagne. Il est arrêté avec sa femme par les Allemands le 9 octobre 1943 alors qu'il venait d'acheter les billets de train pour le rejoindre. Lors de son envoi à Paris dans un car de la Gestapo, il dira à son épouse : « Jusqu'à présent nous vivions dans l'angoisse, désormais, nous vivrons dans l'espoir. ».
Alors qu'il a été transféré par les Allemands à l'hôpital Rothschild, il est libéré le 21 octobre 1943 grâce à l'intervention de Sacha Guitry, prévenu de son arrestation dans la nuit du 12 au 13 octobre 1943 par René Fauchois qui lui-même avait été prévenu par Reynaldo Hahn, et d'Arletty qui demande à Rudolf Schleier, ministre plénipotentiaire de l'Ambassade d'Allemagne à Paris, sa libération. Il avait refusé une première fois sa libération, ne voulant pas laisser sa femme, Mamita. Il confie à l'avocat Maurice Garçon : « Je n'ai jamais aimé apprendre l'histoire mais cet embêtement n'est rien auprès de l'obligation de la vivre. »
Son petit-fils François-René, l'un des fils de Jean-Jacques, est arrêté comme résistant dans le maquis du Tarn et déporté à Mauthausen où il est assassiné ; Tristan Bernard ne se remet jamais de cette mort.
Mort à Paris le 7 décembre 1947 au 43, rue Charles Floquet (une plaque lui rend hommage) dans le 7e arrondissement, Tristan Bernard est inhumé au cimetière de Passy (16e arrondissement), dans la 10e division.
Suzanne Rebecca Bomsel , sa première épouse, meurt à Paris en 1928 et Agathe Marcelle Reiss, sa seconde épouse, qui repose avec lui, en 1952.
Son fils Jean-Jacques Bernard dédie à son père un livre intitulé Mon père Tristan Bernard, en 1955.

### Famille

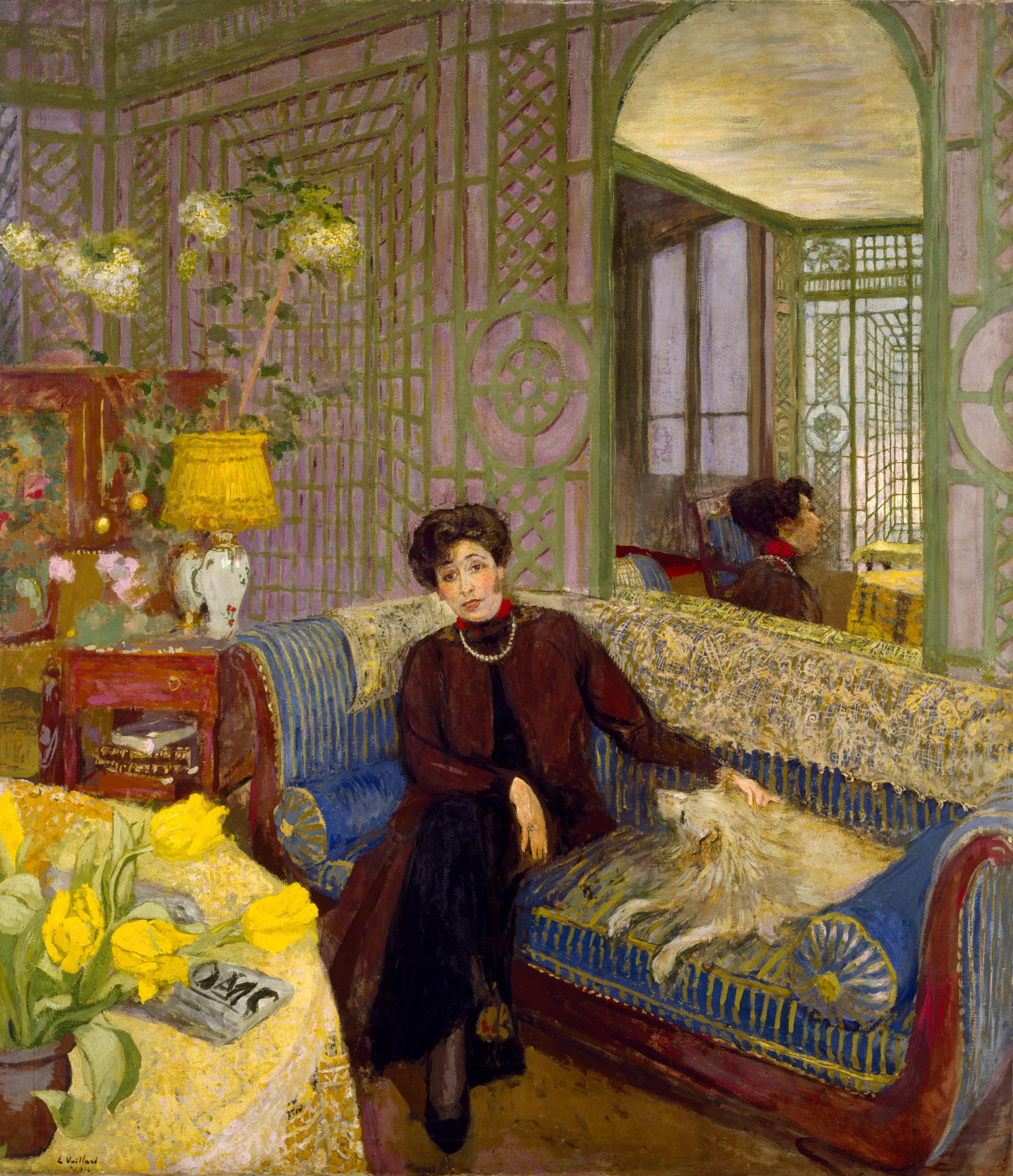
Marcelle Aron (future seconde Madame Tristan Bernard) par E. Vuillard (1914)

Tristan Bernard se marie une première fois le 3 novembre 1887 dans le 3e arrondissement de Paris, avec Suzanne Rebecca Bomsel (1869-1928), se déclarant à cette occasion avocat à la cour d'appel. Il a trois fils de cette union. Le premier, Jean-Jacques (1888-1972), est un auteur dramatique, promoteur du « théâtre du silence» (Martine), qui témoigna également sur l'univers concentrationnaire (Le Camp de la mort lente, Le Pain rouge). Le deuxième, Raymond, est un réalisateur de cinéma, avec notamment en 1934, Les Misérables, la première version cinématographique sonore, en noir et blanc, une des plus fidèles adaptations en trois volets. Le cadet, Étienne (1893-1980), résistant, professeur de médecine, phtisiologue, contribue à la promotion de la vaccination et la diffusion du BCG.
Veuf, il se marie en secondes noces, le 3 juin 1929, dans le 17e arrondissement de Paris avec Agathe Marcelle Reiss dite « Mamita » (1876-1952), fraîchement divorcée de Samuel Aron,.
Tristan Bernard est par ailleurs le beau-frère du dramaturge Pierre Veber et de Paul Strauss, sénateur de Paris.
Il est l'oncle du journaliste et scénariste Pierre-Gilles Veber et du scénariste Serge Veber, le grand-oncle du cinéaste Francis Veber et l'arrière-grand-oncle de l'écrivaine Sophie Audouin-Mamikonian.

## Hommages

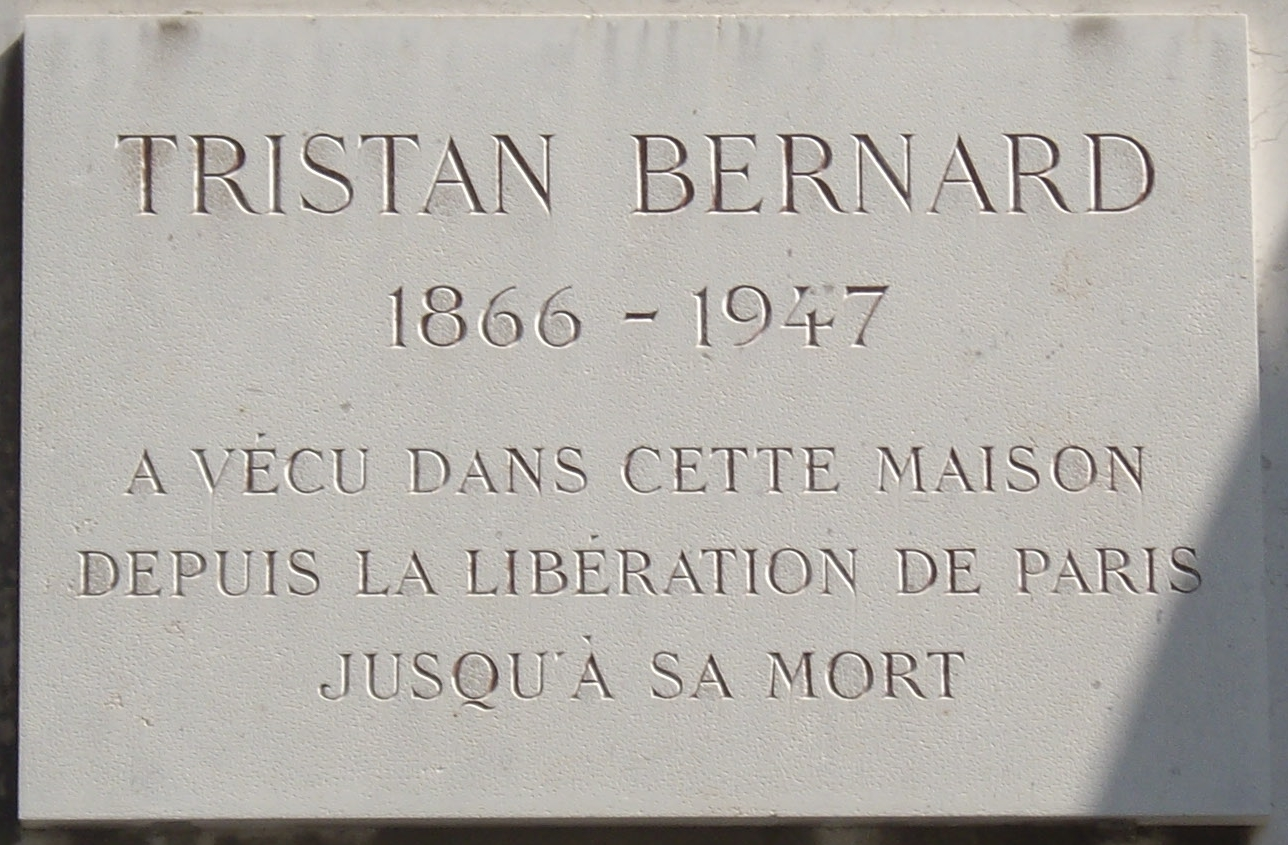
Plaque 43 avenue Charles-Floquet (7e arrondissement de Paris), où il vécut.

- Plaque 43 avenue Charles-Floquet (7e arrondissement de Paris), où il vécut.Buste de Paul Bernard dit Tristan Bernard, œuvre de Josette Hébert-Coëffin (1907 - 1973), situé sur la place Tristan-Bernard (17e arrondissement de Paris), nommée en sa mémoire en 1953 sur des portions des rues d'Armaillé, Saint-Ferdinand, Pierre-Demours et Guersant, de chaque côté de l'avenue des Ternes.

## Distinctions
Tristan Bernard est nommé chevalier de l'ordre national de la Légion d'honneur en 1903, officier en 1913, commandeur en 1928 et élevé à la dignité de grand-officier en 1939.

## Mots d'esprit

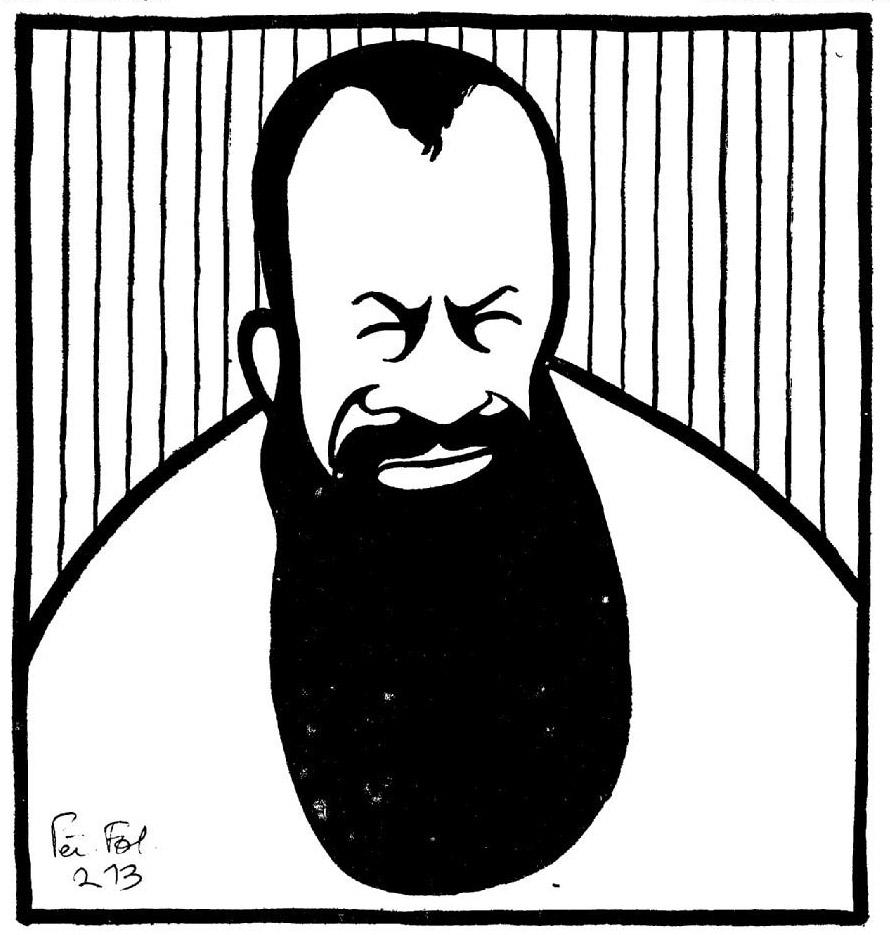
Caricature publiée dans Les Hommes du jour (1911).

- À propos de sa naissance dans la même ville que Victor Hugo :
  - « Nous sommes nés tous les deux à Besançon, tous les deux dans la Grand-Rue, lui au 138, moi, plus modestement, au 23. »
- À propos de l'invasion allemande pendant la Seconde Guerre mondiale :
  - « En 1914, on disait « on les aura », eh bien maintenant, on les a. »
  - « Comme c'est triste d'avoir si peu d'occupation dans un pays si occupé. »
  - « J’appartiens à ce peuple qu’on a souvent appelé élu… Élu ? Enfin, disons : en ballottage[25]. »
  - « Tous les comptes sont bloqués, tous les Bloch (prononcer "Bloc") sont comptés. »
- Après son arrestation par les Allemands :
  - « De quoi avez-vous besoin M. Tristan Bernard ? 
 —D'un cache-nez[26]. »
  - À sa femme dans le car de la Gestapo qui emmène le couple à Paris après son arrestation par les Allemands : « Jusqu'à présent nous vivions dans l'angoisse, désormais, nous vivrons dans l'espoir »[10],[27].
- « La mort, c'est la fin d'un monologue. »
- « Il vaut mieux ne pas réfléchir du tout que de ne pas réfléchir assez. »
- « Un jour, on verra surgir à l’horizon des menaces de paix. Or nous ne sommes pas prêts. » (Le Poil civil, 1915).
- « Janvier, mars, mai, juillet, août, octobre, décembre... Des mois élégants : ils se mettent sur leur trente et un[28].»
- « La gloire de l'acteur, comme la beauté d'une femme, ne perd rien de sa grandeur du fait qu'elle est périssable.»
- « Je crois à la chance. C'est le seul moyen que j'ai trouvé pour justifier la réussite des gens que je n'aime pas[28].»
- « Il ne faut compter que sur soi-même. Et encore, pas beaucoup[28].»
- « Le caramel fréquente le palais et menace la couronne.»
- « Je veux bien changer d'opinion, mais avec qui ?[28]»
- « J'ai revu un ami, l'autre jour. Il avait tellement changé qu'il ne m'a pas reconnu. »
- « Ah ! que les hommes sont méchants de ne pas m'aimer autant que je m'aime ![29]»
- « L'honnêteté n'est pas un habit des dimanches, mais un vêtement de tous les jours[28].»

Tristan Bernard est également connu pour ses grilles de mots croisés, pleines d'esprit et de malice. Contrairement à une idée reçue, ce n'est pas à lui que l'on doit cette définition en 8 lettres, « Vide les baignoires et remplit les lavabos » (réponse : l'entracte), mais à Renée David. En revanche, on lui doit bien celles-ci : « Ne reste pas longtemps ingrat » (réponse : l'âge), « Lève son drapeau en signe de liberté » (réponse : un taxi), « Suit le cours des rivières » (réponse : un diamantaire) et « Moins cher quand il est droit » (réponse : un piano).
Tristan Bernard, un grand absent de l'Académie française, qui aimait dire : « Académicien ? Non. Le costume coûte trop cher. J'attendrai qu'il en meure un de ma taille » mais également « Je préfère faire partie de ceux dont on se demande pourquoi ils ne sont pas à l’Académie plutôt que de ceux dont on se demande pourquoi ils y sont. »

## Œuvres

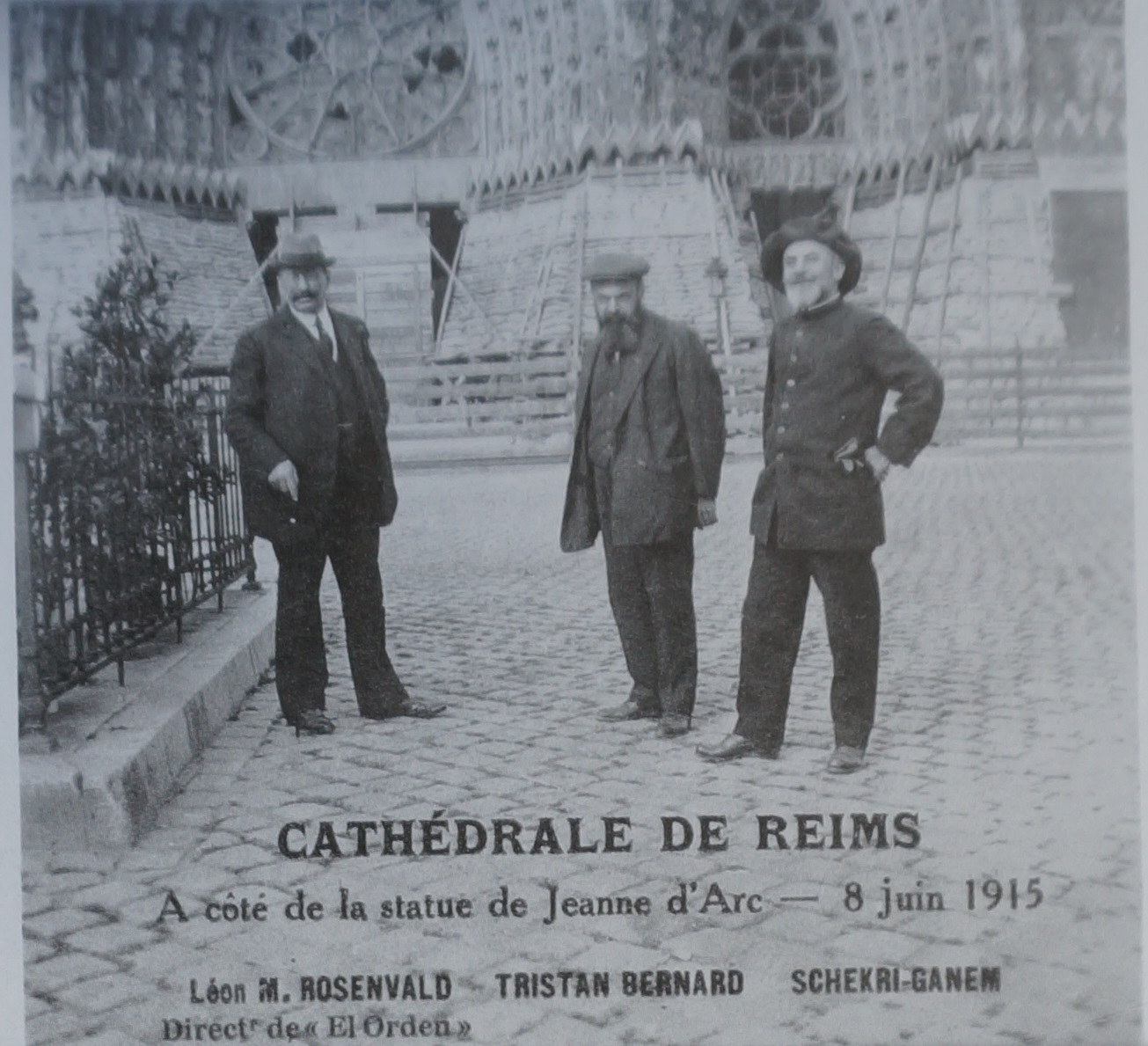
En 1915, visitant la cathédrale de Reims incendiée, avec Léon Rosenwald et Schekri-Ganem.

### Romans et nouvelles
- X..., roman impromptu, écrit en collaboration avec George Auriol, Georges Courteline, Jules Renard, Pierre Veber (1895)
- Mémoires d'un jeune homme rangé (1899)
- Un mari pacifique (1901)
- L'Affaire Larcier (1907)
- Secrets d'État (1908)
- Deux amateurs de femmes (1908)
- Le Roman d'un mois d'été (1909)
- Nicolas Bergère, joies et déconvenues d'un jeune boxeur (1911)
- Mathilde et ses mitaines (1912)
- Le Taxi fantôme (1919)
- L'Enfant prodigue du Vésinet (1921)
- Le Jeu de massacre (1922), recueil de nouvelles
- Corinne et Corentin. Roman de mœurs et d'aventures à portée sociale intermittente (1923)
- Féerie bourgeoise (1924)
- Les Moyens du bord (1927)
- Le Voyage imprévu (1928)
- Hirondelles de plages (1929)
- Paris secret (1933)
- Aux abois : journal d'un meurtrier (1933)
- Visites nocturnes (1934)
- Robins des Bois (1935)

### Théâtre

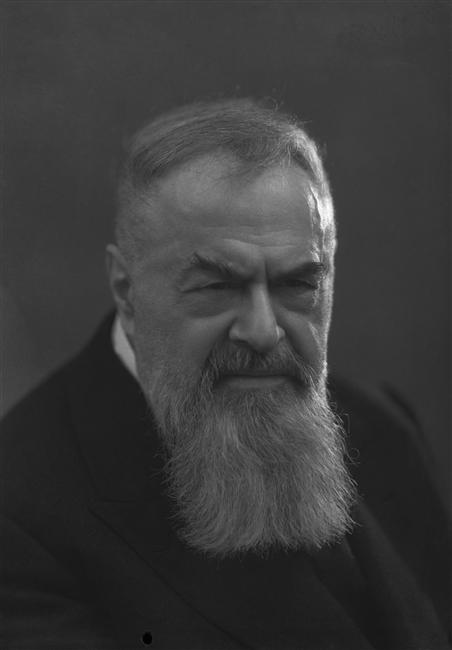
Tristan Bernard vers 1940 (photo studio Harcourt).

- Les Pieds nickelés, comédie en 1 acte, Paris, Théâtre de l'Œuvre, 15 mars 1895 - Réédition De Varly en 2018
- Allez, messieurs ! pièce en 1 acte, Paris, Théâtre de l'Odéon, 13 janvier 1897
- Le Fardeau de la liberté, comédie en 1 acte, Paris, Théâtre de l'Œuvre, 15 mai 1897
- Franches Lippées, comédie en 1 acte, Paris, Théâtre du Champ-de-Foire, 6 mars 1898
- Silvérie, ou les Fonds hollandais, pièce en un acte, en collaboration avec Alphonse Allais, Paris, Théâtre des Capucines, 19 mai 1898
- Le Seul Bandit du village, vaudeville en 1 acte, Paris, Théâtre des Capucines, 10 novembre 1898
- Une aimable lingère, ou Chaque âge a ses plaisirs, proverbe de château, Paris, Théâtre des Mathurins, 26 janvier 1899
- L'Anglais tel qu'on le parle, vaudeville en 1 acte, Paris, Comédie-Parisienne, 28 février 1899
- Octave ou les Projets d'un mari, comédie en 1 acte, Paris, Grand-Guignol, 6 novembre 1899
- La Mariée du Touring-Club, vaudeville en 4 actes, Paris, Théâtre de l'Athénée, 8 décembre 1899
- Un négociant de Besançon, comédie en un acte, Paris, Théâtre des Mathurins, 25 février 1900
- La Petite Femme de Loth, opérette, Théâtre des Mathurins, 1er octobre 1900
- L'Affaire Mathieu, pièce en 3 actes, Paris, Théâtre du Palais-Royal, 24 octobre 1901
- Daisy, comédie en 1 acte, Paris, Théâtre de la Renaissance, 13 mai 1902
- Les Coteaux du Médoc, comédie en un acte, Paris, Théâtre du Vaudeville, 2 décembre 1903
- Le Captif, comédie en 1 acte, Paris, Théâtre des Mathurins, 9 février 1904
- Triplepatte, comédie en 5 actes, avec André Godfernaux, Paris, Théâtre de l'Athénée, 30 novembre 1905
- La Peau de l'ours, 1 acte, Paris, Théâtre de l'Athénée, 2 février 1907
- Sa sœur, pièce en 3 actes, Paris, Théâtre de l'Athénée, 7 février 1907
- La Cabotine, pièce en 3 actes, avec Alfred Athys, Paris, Théâtre des Nouveautés, 2 octobre 1907
- Monsieur Codomat, comédie en trois actes, Paris, Théâtre Antoine, 17 octobre 1907
- Je vais m'en aller, comédie en un acte, 1908
- Les Jumeaux de Brighton, pièce en 3 actes et 1 prologue, Paris, Théâtre Femina, 16 mars 1908
- Le Poulailler, comédie en trois actes, Paris, Théâtre Michel, 3 décembre 1908
- Le Danseur inconnu, comédie en 3 actes, Paris, Théâtre de l'Athénée, 29 décembre 1909
- Le Peintre exigeant, Paris, Comédie-Française, 21 février 1910[31]
- Le Costaud des épinettes, comédie en 3 actes, avec Alfred Athis, Paris, Théâtre du Vaudeville, 14 avril 1910
- L'Incident du 7 avril, comédie en 1 acte, Paris, Théâtre de l'Athénée, 20 mai 1911
- Le Petit Café, comédie en 3 actes, Paris, Théâtre du Palais-Royal, 12 octobre 1911
- L'Accord parfait, comédie en 3 actes, avec Michel Corday, Paris, Théâtre Femina, 25 novembre 1911
- On naît esclave, pièce en 3 actes, avec Jean Schlumberger, Paris, Théâtre du Vaudeville, 4 avril 1912
- Les Phares Soubigou, comédie en 3 actes, Paris, Comédie Royale, 4 décembre 1912
- La Gloire ambulancière, comédie en 1 acte, Paris, Comédie des Champs-Élysées, 10 mai 1913
- Les Deux Canards, pièce en 3 actes, avec Alfred Athis, Paris, Théâtre du Palais-Royal, 3 décembre 1913
- Jeanne Doré, pièce en 5 actes et 7 tableaux, Paris, Théâtre Sarah-Bernhardt, 16 décembre 1913
- La Crise ministérielle, comédie en un acte, Paris, Comédie des Champs-Élysées, 5 mars 1914
- Du vin dans son eau, ou l'Impôt sur le revenu, comédie en 1 acte, Paris, Comédie des Champs-Élysées, 5 mars 1914
- Le Prince charmant, comédie en 3 actes, Paris, Comédie-Française, 12 juillet 1914
- L'École du piston, comédie en 1 acte, Paris, Théâtre Antoine, juin 1916
- Le Sexe fort, pièce en trois actes, Paris, Théâtre du Gymnase, 12 avril 1917
- Les Petites Curieuses[32], pièce en 3 actes, Paris, Théâtre des Boulevards, 1920
- Cœur de lilas avec Charles-Henry Hirsch, mise en scène André Brulé, Théâtre de Paris, 5 mars 1921
- My Love... Mon amour, comédie en 4 actes, Paris, Théâtre Marigny, 3 février 1922
- Ce que l'on dit aux femmes, Théâtre des Capucines, mai 1922
- Le Cordon bleu, pièce inédite (1923)
- Les Plaisirs du dimanche, comédie en 1 acte, Paris, Sporting Club, 31 mars 1925
- L'École des quinquagénaires, comédie en un acte, en vers, Paris, Comédie-Française, 18 avril 1925
- Un perdreau de l'année, comédie en 3 actes, Paris, Théâtre Michel, 24 avril 1926
- Jules, Juliette et Julien, ou l'École du sentiment, comédie en 3 actes et un prologue, Paris, Théâtre de l'Œuvre, 10 mai 1929
- L'École des charlatans, pièce en 4 actes, avec Albert Centurier, Paris, Théâtre de l'Odéon, 1er avril 1930
- Langevin père et fils, comédie en cinq actes, Paris, Théâtre des Nouveautés, 15 mai 1930
- Un ami d'Argentine, pièce en 4 actes, avec Max Maurey, Paris, Théâtre de l'Athénée, 5 novembre 1930
- Le Sauvage, comédie en quatre actes, Paris, Théâtre Tristan-Bernard, 19 février 1931
- La Partie de bridge, pièce en un acte, Paris, Théâtre de la Michodière, 24 avril 1937

Théâtre (pièces réunies) :
- Théâtre (8 volumes, 1908-1939)
- Théâtre sans directeur (1930)

Sketches radiophonique :
- Le Narcotique ; La Morale et le Hasard ; Révélation ; Expédition nocturne ; La Maison du crime ; Une opération magistrale ; Le Triomphe de la science ; Le Coup de Cyrano ; Un mystère sans importance, Radio-Paris, 1930. Réédition De Varly en 2019

### Adaptations au cinéma
- 1915 : Jeanne Doré, d'après sa pièce, réalisé par René Hervil et Louis Mercanton
- 1923 : L'Homme inusable, réalisé par Raymond Bernard
- 1929 : Embrassez-moi, d'après sa pièce (coauteurs : Yves Mirande et Gustave Quinson), réalisé par Robert Péguy
- 1931 : L'Anglais tel qu'on le parle, d'après sa pièce, réalisé par Robert Boudrioz
- 1931 : Le Petit Café, d'après sa pièce, réalisé par Ludwig Berger
- 1931 : La Fortune d'après sa pièce Que le monde est petit, réalisé par Jean Hémard
- 1932 : Cœur de lilas, d'après sa pièce, réalisé par Anatole Litvak
- 1932 : Le Cordon bleu, d'après sa pièce, réalisé par Karl Anton
- 1932 : Embrassez-moi, d'après sa pièce, réalisé par Léon Mathot
- 1934 : Le Voyage imprévu, d'après son roman, réalisé par Jean de Limur
- 1934 : Les Deux Canards, d'après sa pièce, réalisé par Erich Schmidt
- 1937 : La Course à la vertu, d'après sa pièce, réalisé par Maurice Gleize
- 2005 : Aux abois, d'après son roman, réalisé par Philippe Collin

### Autres publications
- Vous m'en direz tant !, avec Pierre Veber (1894)
- Contes de Pantruche et d'ailleurs (1897)
- Sous toutes réserves (1898)
- Amants et Voleurs (1905), édition bibliophilique en 1927 illustrée par André Dignimont
- Citoyens, Animaux, Phénomènes (1905)
- Auteurs, Acteurs, Spectateurs (1909)
- Les Veillées du chauffeur (1909)
- Sur les grands chemins (1911)
- Le Poil, organe en principe hebdomadaire des réserves de l'armée inactive, hebdomadaire (1915)
- Souvenirs épars d'un ancien cavalier (1917)
- Le Lion, court texte dans l'hebdomadaire « Le Canard Enchainé » (1918)
- Tableau de la boxe (1922)
- Autour du ring : tableau de la boxe (1925)
- Mots-croisés, cinquante problèmes (1925)
- Nouveau recueil de cinquante problèmes de mots croisés (1930)
- Les Parents paresseux (1932)
- Voyageons (1933)
- Compagnon du Tour de France (1935)
- 60 années de lyrisme intermittent (1945), dont il offrit un exemplaire à Sacha Guitry avec cet envoi : "A mon vieil ami Sacha...qui m'a tiré - je ne l'oublierai jamais - des griffes allemandes. Tendrement". (no 118 du catalogue de la vente de la bibliothèque Sacha Guitry, 25/03/1976 - arch.pers.)
- Nouveaux mots croisés, avec la collaboration posthume de Jean de La Fontaine (1946)
- Vanille pistache, histoires choisies, illustration de Paul Georges Klein, avec un portrait de l'auteur par Henri de Toulouse-Lautrec, préface de Léon Blum (1947)

## Pour approfondir